# Rovšan Bajramov
Rovšan Bajramov (* 7. května 1987 Baku) je ázerbájdžánský zápasník – klasik, stříbrný olympijský medailista z roku 2008 a 2012.

## Sportovní kariéra
Zápasení se věnoval od svých 12 let v Baku pod vedením Gulahmada Husejnova. Specializuje se na řecko-římský (klasický) styl. Jeho osobním trenérem je Hidžran Šarifov. V ázerbájdžánské mužské reprezentaci se pohyboval od roku 2004 ve váze do 55 kg, což je v rozporu s tehdejšími pravidly o startu dorostenců s muži (pravidla FILA r. 2004, článek 6), odstavec a)). V olympijské kvalifikaci pro účast na olympijských hrách v Athénách však neuspěl.
V roce 2008 startoval na olympijských hrách v Pekingu jako úřadující mistr Evropy. V semifinále porazil svého velkého rivala Arména Romana Amojana 2:0 na sety a postoupil do finále proti Naziru Mankijevovi z Ruska. Ve finálovém souboji se v prvním setu ujal po minutě vedení suplexem 3:0, ale Mankijev vzápětí využil nepozornosti rozhodčích a kotrachvatem, v průběhu něhož ho rozhodil dotykem pod kolenem, snížil na 3:2. V následném parteru neustál Mankijevův poraz za dva body a prohrál první set 3:4 na technické body. V druhém setu, po minutě převzal roli útočícího v parteru a hodem se ujal vedení 2:0. Závěr setu však opět nezvládl, přítrhem nechal Mankijeva snížit a zároveň se nechal vytlačit ze žíněnky. Druhý set tak vyhrál jeho soupeř 2:2 na technické body, jako poslední bodující. Po prohře 0:2 na sety získal stříbrnou olympijskou medaili.
Rok 2010 vynechal kvůli zranění. Vrátil se v roce 2011 a titulem mistra světa vybojoval účastnickou kvótu pro Ázerbájdžán na olympijských hrách v Londýně ve váze do 55 kg. Bez ztráty technického bodu postoupil do olympijského finále proti Íránci Hamídu Suriánovi. V úvodním setu ho půl minuty před koncem poslal rozhodčí za pasivitu do parteru, čehož jeho soupeř využil a koršunem prohrál první set 0:2 na technické body. Ve druhém setu v závěru první minuty chyboval a dostal zvratem Íránce do vedení 0:1 na technické body. Tento bodový náskok nesmazal a po prohře 0:2 na sety získal druhou stříbrnou olympijskou medaili. Vzápětí ukončil sportovní kariéru. Své rozhodnutí časem přehodnotil, v roce 2015 se připravil na mistrovství světa v Las Vegas a druhým místem zajistil pro Ázerbájdžán účastnickou kvótu pro olympijské hry v Riu ve váze do 59 kg. Bez ztráty technického bodu postoupil do olympijského semifinále, kde nečekaně prohrál s málo známým Japoncem Šinobu Ótou na lopatky. Souboj o třetí místo s Norem Stig-André Bergem takticky nezvládl. V druhé půli se ujal po Bergeho pasivitě vedení 1:0 na technické body, ale minutu a půl před koncem vlastní pasivitou nechal Nora srovnat na 1:1. Protože Nor bodoval jako poslední, prohrával na technické body. V závěrečné minutě se proti Bergemu v úchopu neprosadil a obsadil dělené 5. místo.

## Výsledky
| Olympijské hry     |    |    | —   |     |    |     | 2. |     |   |    | 2. |   |   |    | 5. |  |  |  |  |  |  |  |  |  |  |  |
| Mistrovství světa  | —  | —  |     | úč. | 2. | úč. |    | 3.  | — | 1. |    | — | — | 2. |    |  |  |  |  |  |  |  |  |  |  |  |
| Evropské hry       |    |    |     |     |    |     |    |     |   |    |    |   |   | —  |    |  |  |  |  |  |  |  |  |  |  |  |
| Mistrovství Evropy | —  | —  | úč. | —   | 3. | 1.  | 1. | úč. | — | —  | —  | — | — | —  | —  |  |  |  |  |  |  |  |  |  |  |  |
| MS juniorů         |    | 1. |     | 3.  | —  | —   |    |     |   |    |    |   |   |    |    |  |  |  |  |  |  |  |  |  |  |  |
| ME juniorů         | —  |    | úč. | —   | —  | —   |    |     |   |    |    |   |   |    |    |  |  |  |  |  |  |  |  |  |  |  |
| ME dorostenců      | 3. | 3. | úč. |     |    |     |    |     |   |    |    |   |   |    |    |  |  |  |  |  |  |  |  |  |  |  |